# Jaime Yavitz
Jaime Yavitz (Montevideo, 3 de noviembre de 1933 - Montevideo, 4 de junio de 2016) fue un actor y director de teatro, periodista, crítico de cine y teatro, gestor cultural y profesor uruguayo.

## Biografía
Debutó como actor en 1957, mientras era estudiante de la Escuela Municipal de Arte Dramático (EMAD), bajo la dirección de Antonio Larreta en la obra Los gigantes de la montaña, de Luigi Pirandello. En 1959 egresó de la EMAD con medalla de oro y al año siguiente ingresó en la Comedia Nacional donde permaneció por casi medio siglo.
Como actor fue dirigido por Margarita Xirgu, Orestes Caviglia, Laura Escalante, Eduardo Schinca, entre otros. Como director, puso en escena obras de Shakespeare, Wilde, Peter Shaffer, etc., y autores de su propio país como Luis Novas Terra, Jacobo Langsner y Álvaro Ahunchain. También montó óperas y otros eventos de gran magnitud.
Trabajó en los primeros tiempos de la televisión en Uruguay. En 1966 dirigió en Canal 4 un ciclo de 18 importantes obras del teatro universal. Durante años fue presentador y crítico de cine y de teatro en noticieros televisivos uruguayos, en particular en canal 4.
En 1975 estrenó Artigas, sol de América con la Comedia Nacional. Fue criticado por esta obra al considerarse que su temática podía constituir un apoyo a la dictadura cívico-militar imperante en ese momento en Uruguay. Sin embargo dicha obra contenía pasajes críticos con el poder militar.
Fue docente de arte escénico en la EMAD en varios períodos. Trabajó como gestor cultural y profesor de literatura en la enseñanza secundaria. Fue director artístico de la Comedia Nacional en varias ocasiones entre los años 1980 y 2001. Dirigió el Departamento de Actividades Escénicas del Ministerio de Educación y Cultura e integró la Comisión de Fondo Nacional de Teatro (Cofonte).
Falleció en 2016 y fue sepultado en el Cementerio Israelita de La Paz.